# تيان شين
تيان شين (بالصينية: 田鑫) هو لاعب كرة قدم صيني في مركز الوسط، ولد في 29 مارس 1998 في أورومتشي في الصين. لعب مع شاندونغ لونينغ.